# La sirena varada (escultura)
La escultura La sirena varada es una obra de Eduardo Chillida que se encuentra en el Museo Arte Público del Paseo de la Castellana, en Madrid, España.

## Autor
Eduardo Chillida, uno de los escultores más influyentes del  siglo XX a nivel mundial, nacido en San Sebastián en 1924 y fallecido en 2002 en la misma ciudad, fue autor de una obra de gran fortaleza y belleza plástica. Era amante de los espacios y de la integración de estos con sus obras, entre las que destacan el Peine del Viento y el museo Chillida-Leku.

## La obra
La obra se llamaba originariamente Lugar de encuentros III, aunque fue definitivamente nombrada como la obra teatral homónima de Alejandro Casona. Fue la primera obra de hormigón armado hecha por Chillida y, como en otras obras suyas posteriores, se pueden observar las marcas del encofrado. En ella juega con la ley de la gravedad y este es el origen del nombre actual, aunque también se cree que es por el tiempo que la obra estuvo esperando su instalación definitiva, período durante el cual estuvo en la Fundación Maeght de París y en la Fundación Miró de Barcelona.
Se trata de una obra que sorprende por sus dimensiones (pesa 6.150 kg.), suspendida bajo un puente por cuatro gruesos cables de acero.